# Jérémie Galland

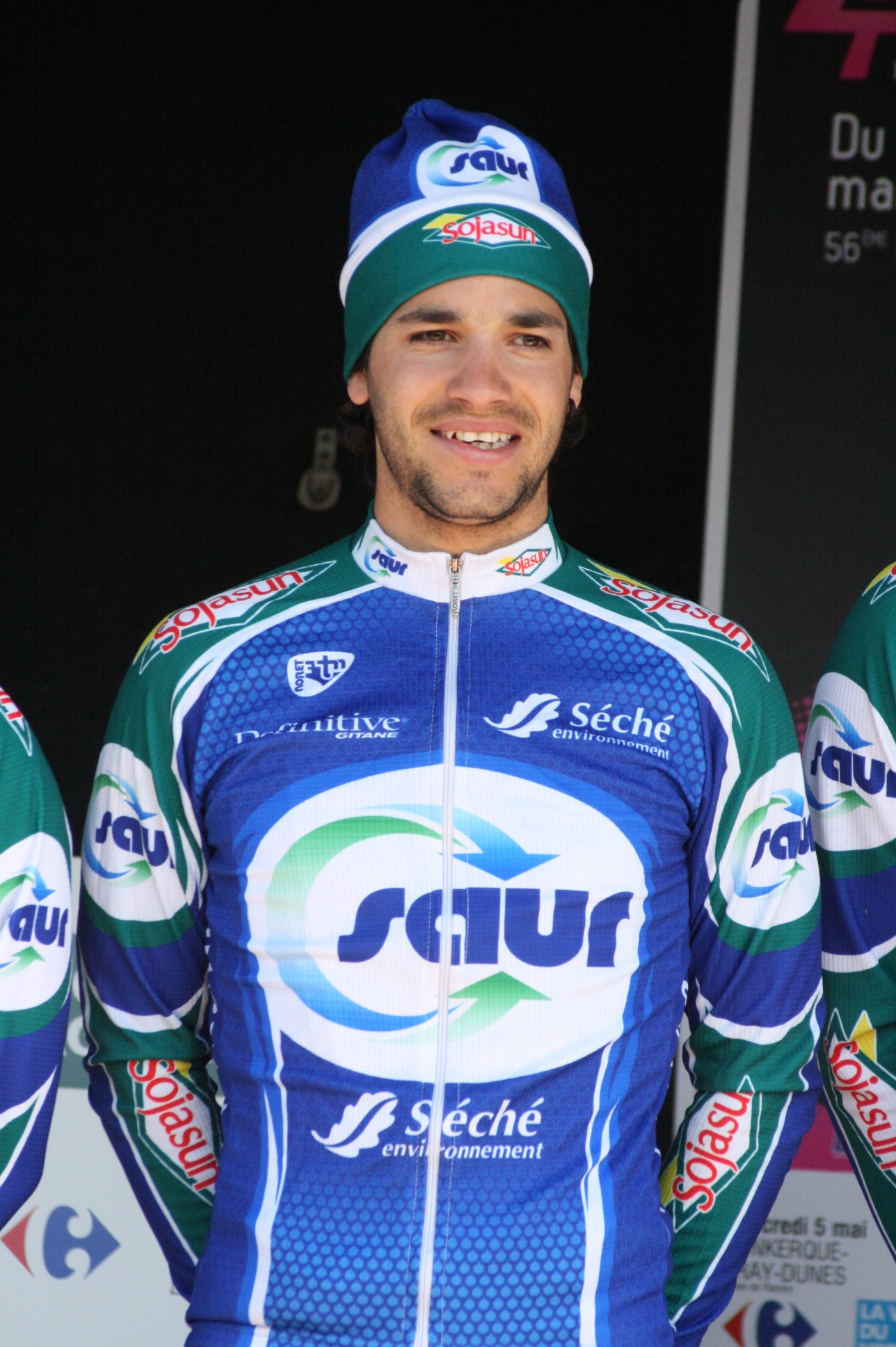
Jérémie Galland bei den Vier Tagen von Dünkirchen 2010

Jérémie Galland (* 8. April 1983 in Villeneuve-Saint-Georges) ist ein ehemaliger französischer Straßenradrennfahrer.
Jérémie Galland gewann 2005 eine Etappe bei der Tour de la Manche und fuhr Ende der Saison bei dem französischen ProTeam Cofidis als Stagiaire. Im nächsten Jahr war er wieder bei einem Teilstück der Tour de la Manche erfolgreich und er fuhr als Stagiaire bei der Mannschaft Agritubel. 2007 und 2008 fuhr er für das Continental Team Auber 93 und seit 2009 fährt er für die Mannschaft Besson Chaussures-Sojasun. In seinem ersten Jahr bei Besson Chaussures gewann er das französische Eintagesrennen Grand Prix de Plumelec-Morbihan.
Ende der Saison 2013 beendete er seine Karriere als Berufsradfahrer.

## Erfolge
2009
- Grand Prix de Plumelec-Morbihan

2010
- Gesamtwertung Boucles de la Mayenne
- eine Etappe Tour du Limousin

## Teams
- 2005 Cofidis-Le Crédit par Téléphone (Stagiaire)
- 2006 Agritubel (Stagiaire)
- 2007 Auber 93
- 2008 Auber 93
- 2009 Besson Chaussures-Sojasun
- 2010 Saur-Sojasun
- 2011 Saur-Sojasun
- 2012 Saur-Sojasun
- 2013 Sojasun